# Сьюзен Страсберг
Сьюзен Елізабет Страсберг (англ. Susan Strasberg; 22 травня 1938 — 21 січня 1999) — американська акторка українського походження, яка номінувалася на премії «Золотий глобус», «Тоні» та BAFTA.

## Життєпис та кар'єра
Сьюзен Елізабет Страсберг народилася 1938 року в Нью-Йорку в сім'ї театрального режисера Лі Страсберга та акторки Поли Страсберг. Батько — уродженець містечка Будзанів тодішньої Австро-Угорщини (нині — Буданів, Чортківського району на Тернопільщині). 
Після того, як вона отримала схвальні відгуки та номінацію на премію BAFTA за роль у фільмі « Пікнік» 1955 року, Страсберг було запропоновано головну роль у бродвейській постановці «Щоденник Анни Франк», яка принесла номінацію на « Тоні» у 18-річному віці. Потім зіграла головні ролі у фільмі « Зачарована сценою» з Генрі Фондою та в італійській драмі « Капо», номінованої на « Оскар». У 1960-х виконала ще кілька головних ролей у кіно, серед яких можна виділити фільм «Пригоди молодої людини», за який вона була номінована на « Золотий глобус» у 1963 році.
У 1960-х роках Страсберг переїхала до Італії і з'являлася на екрані нерегулярно, переважно виконуючи ролі другого плану. Написала дві автобіографії-бестселера: одну про романи з Річардом Бертоном та Крістофером Джонсом, другу — про дружбу сім'ї Страсбергів з Мерілін Монро.
Страсберг має доньку Дженніфер Робін, яка народилася 14 березня 1966 року в Лос-Анджелесі у недовготривалому шлюбі з актором Крістофером Джонсом. 
Сьюзан Страсберг протягом багатьох років боролася з раком молочної залози та померла на 61-му році життя внаслідок тромбозу у 1999 році.

## Фільмографія
- 1955 — Павутина / The Cobweb
- 1955 — Пікнік / Picnic
- 1958 — Зачарована сценою / Stage Struck
- 1959 — Капо / Kapò
- 1961 — Смак страху / Taste of Fear
- 1962 — Безлад / Il disordine
- 1962 — Пригоди молодої людини / Hemingway's Adventures of a Young Man
- 1963 — Самий короткий день / Il giorno più corto
- 1964 — Сонце в зеніті / The High Bright Sun
- 1967 — Трип / The Trip
- 1968 — Псих виходить / Psych-Out
- 1968 — Братство / The Brotherhood
- 1968 — Гра називається «вбивство» / The Name of the Game Is Kil
- 1977 — Російські гори / Rollercoaster
- 1978 — Маніту / The Manitou
- 1978 — Хвала літніх жінок / In Praise of Older Women
- 1981 — Кривавий день народження / Bloody Birthday
- 1982 — Лабіринти та монстри / Mazes and Monsters
- 1986 — Загін «Дельта» / The Delta Force
- 1989 — Травма / Trauma

## Нагороди та номінації
| Рік      | Нагорода                                   | Категорія                         | Виробництво                | Результат |
| -------- | ------------------------------------------ | --------------------------------- | -------------------------- | --------- |
| 1956     | Тоні                                       | Найкраща жіноча роль у виставі    | Щоденник Анни Франк        | Номінація |
| 1956 рік | Theatre World Award                        |                                   | Щоденник Анни Франк        | Перемога  |
| 1957 рік | Премія БАФТА у кіно                        | Найперспективніший новачок у кіно | Пікнік                     | Номінація |
| 1961 рік | Міжнародний кінофестиваль у Мар-дель-Плата | Найкраща жіноча роль              | Капо                       | Перемога  |
| 1963 рік | Золотий глобус                             | Найкраща жіноча роль — драма      | Пригоди молодого Хемінгуея | Номінація |